# Phylidorea nigronotata
Phylidorea nigronotata är en tvåvingeart som först beskrevs av Siebke 1870.  Phylidorea nigronotata ingår i släktet Phylidorea och familjen småharkrankar. Arten är reproducerande i Sverige.

## Underarter
Arten delas in i följande underarter:
- P. n. nigronotata
- P. n. macrocera